# Sexy Bitch
"Sexy Bitch" (censurerad "Sexy Chick"[källa behövs]), är en sång av den franska producenten David Guetta. Sången utgavs digitalt den 24 juli 2009 runtom i världen och den 28 juli i USA. Gästartist på låten är den amerikanske sångaren Akon. Det var den andra släppta singeln från Guettas fjärde studioalbum, One Love efter "When Love Takes Over".